# 大社青雲宮

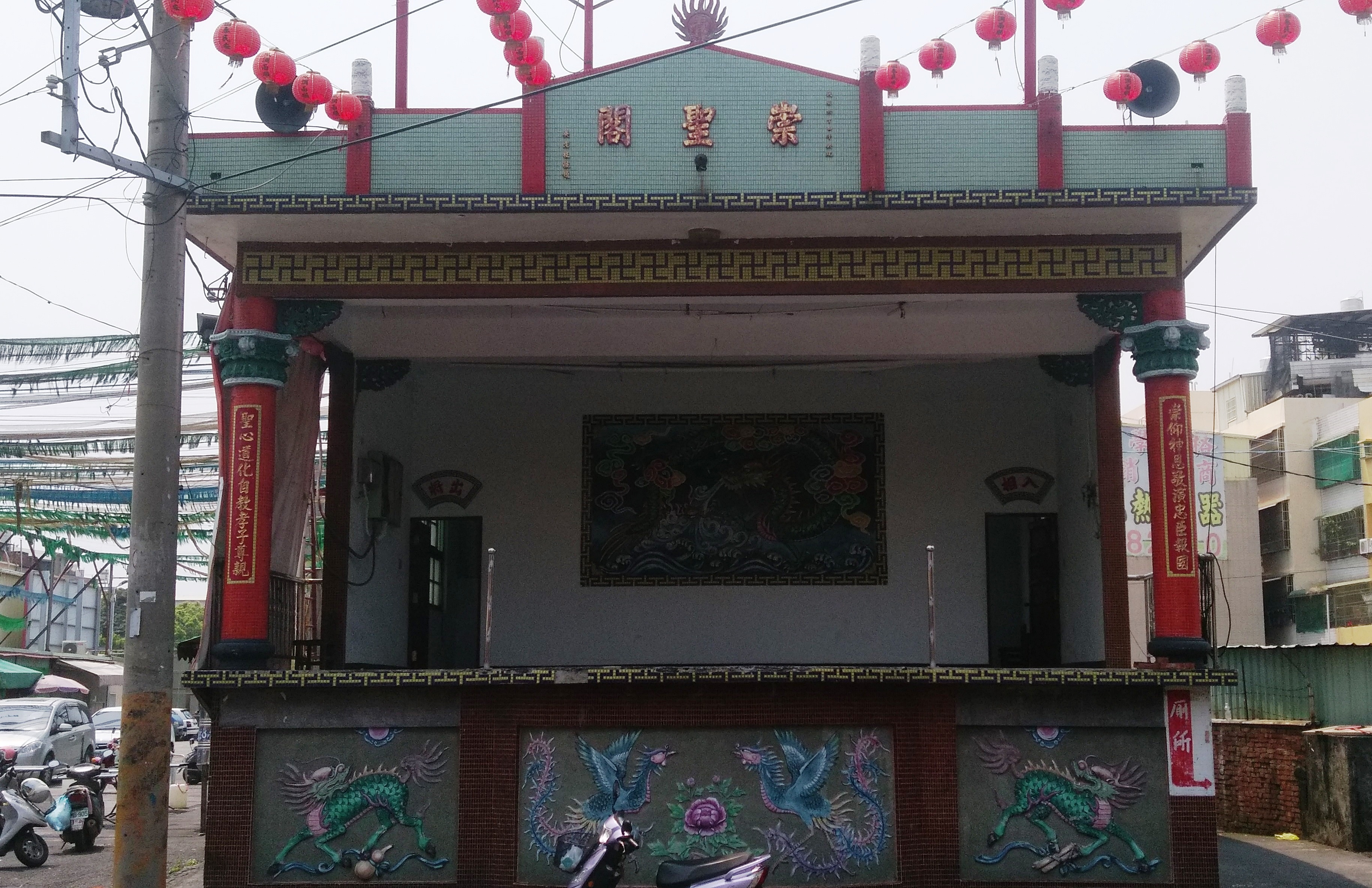
大社青雲宮戲台崇聖閣

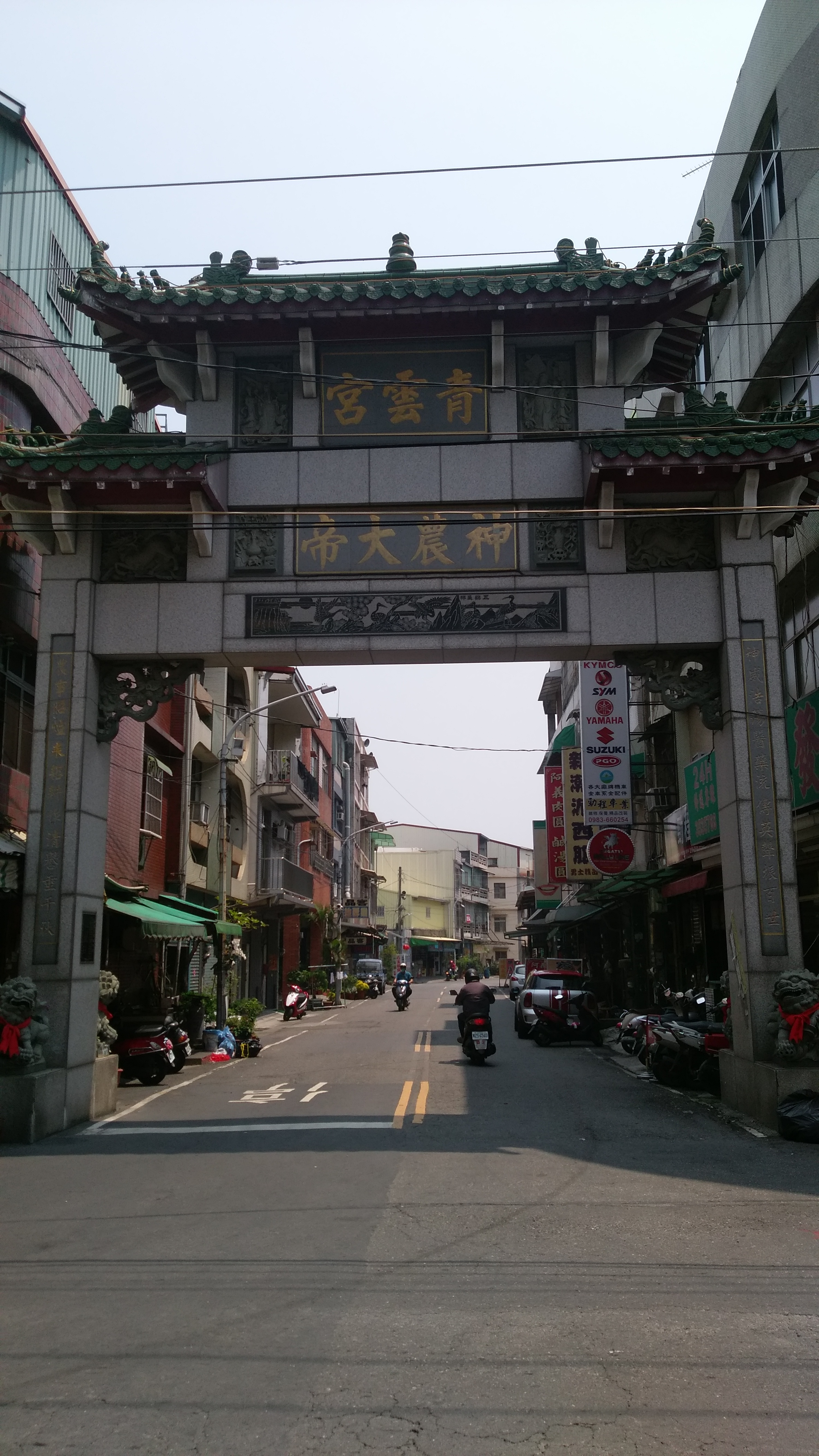
位於大社中華路上的青雲宮牌樓

大社青雲宮，位於臺灣高雄市大社區，主祀神農大帝。
本地舊稱三奶壇，老祖原先奉祀於觀音山下，後遷至現址。

## 沿革
大社青雲宮於清聖祖康熙三十六年（1697年），黃發先生自福建省泉州府南安縣內補藍田黃家庄渡海來台，隨身請奉有神農大帝神像一尊（即本宮神農二大帝開基神像），從安平港登陸。清仁宗嘉慶元年（1796年）遷至現址奉祀，號稱神農廟，又稱青雲宮，其居民以「老祖」、「仙公祖」（先公祖）來敬稱。而老祖正身神像是以皇帝形象而雕塑，而不是常見的手持稻穗，是一特殊之處。
青雲宮神農大帝乃大社地區境主，管轄大社五個行政區，分別是神農里、三奶里、觀音里、翠屏里、中里里，是台灣奉祀神農大帝的主要廟宇之一。分靈而出之廟宇眾多，其中以高雄地區為最多，出巡遶境以南巡大典為主。最近一次奉旨南巡為2013年（歲次壬辰年）1月7日至1月11日。

## 祀神
大社青雲宮正殿主奉神農大帝，陪祀天官大帝、地官大帝、中壇元帥和大魁夫子；太歲殿主祀太歲星君和斗姥元君；鐘樓奉祀註生娘娘；鼓樓奉祀福德正神和虎爺。

## 慶典
- 正月初九：玉皇上帝萬壽
- 正月十五：上元天官大帝聖誕
- 二月初二：福德正神聖誕
- 三月二十：註生娘娘聖誕
- 四月二十六：神農大帝聖誕
- 七月十五：中元地官大帝聖誕
- 七月十六：中元普渡

## 外部連結
- 財團法人高雄市大社區青雲宮的Facebook專頁（页面存档备份，存于）
- 大社區公所-青雲宮